# Ralph T. H. Griffith
Ralph T. H. Griffith (25 de mayo de 1826-1906) fue un indólogo inglés, hijo del reverendo R. C. Griffith (quien en 1830 había sido capellán del marqués de Bath).

## Carrera[1]
Se educó en Warminster (Uppingham) y en el Queen’s College (uno de los colleges que forman parte de la Universidad de Oxford).
El 24 de noviembre de 1849 fue elegido para la vacante de la cátedra Boden de sánscrito, en la Universidad de Oxford, como sucesor de Horace Hayman Wilson (1786-1869), que había creado la cátedra en 1831. A Griffith le seguiría Monier Monier-Williams (1819-1899).

Entre 1849 y 1853 fue asistente máster en Marlborough (Reino Unido).

Entre 1854 y 1862 fue profesor de literatura inglesa en el Colegio de Benarés (India).

Entre 1863 y 1878 fue director del Colegio de Benarés.

Entre 1878 y 1885 fue director de Instrucción Pública en Oudh (India).

Se retiró en 1885, a los 59 años.

## Obras[1]
Griffith tradujo al inglés muchos textos sánscritos:
- 1852: Specimens of old indian poetry.
- 1853: The birth of the war-god.
- 1866: Idylls from the sanskrit.
- 1866: Scenes from the Ramayan.
- 1870-1875: The Ramayan of Valmiki (traducción en verso).[2]
- 1885 fundó Pandit (revista de sánscrito), que dirigió durante ocho años.
- 1889-1892: The hymns of the Rig-veda.[3]
- 1893: Hymns of the Sama-veda.[4]
- 1895-1896: The hymns of the Atharva-veda.[5]
- 1899: The hymns of the White Yajur-veda.[6]
- Kumara sambhava de Kalidasa (traducción en verso).

Su traducción del Rig-veda sigue el texto de la edición en sánscrito realizada en seis volúmenes por el sanscritólogo alemán Max Müller (1823-1900).
Sus interpretaciones de los Vedas (que son cuatro extensos textos épico-religiosos hinduistas) en general seguían la obra del gran erudito indio Shaiana (siglo XIV), que había sido primer ministro en la corte del rey de Viyaia Nagar, en lo que hoy es el distrito de Bellary (en el estado indio de Karnataka).